# Soultzeren
Soultzeren (in alsaziano Sulzere, in tedesco Sulzern) è un comune francese di 1 222 abitanti situato nel dipartimento dell'Alto Reno nella regione del Grand Est.

## Geografia fisica
Il territorio di Soultzeren si trova nei Vosgi, nel luogo ove la frattura del bacino renano è più evidente. Esso è compreso nel bacino versante della Fecht e il suo territorio comprende anche in particolare due laghi: il lago Verde ed il lago delle Trote (detto anche lago del Forlet).

## Società

### Evoluzione demografica
Abitanti censiti